# Stiftung Fotodokumentation Kanton Luzern
Die Stiftung Fotodokumentation Kanton Luzern (Fotodok) wurde 1992 als Verein gegründet und ist seit dem 17. März 1994 eine Stiftung gemäss Artikeln 80 bis 88 des Schweizerischen Zivilgesetzbuches (ZGB). Sie hat ihren Sitz in Luzern. Ihr Zweck ist die Förderung des Kulturgutes Fotografie.
Seit ihrer Gründung im Jahre 1992 hat die Fotodok dokumentarische Aufträge an Fotografen vergeben, fotografische Publikationen und Ausstellungen realisiert sowie Öffentlichkeits- und Beratungsarbeiten unternommen.
Zu den weiteren Tätigkeiten gehören der Betrieb und Ausbau des Online-Lexikons (Wiki) der Fotografie in der Zentralschweiz. Dieses will mit Hilfe von Datenerhebungen und Recherchen zu Personen, Beständen und Nachlässen eine möglichst lückenlose Dokumentation des fotografischen Schaffens im Kanton Luzern und (seit 2015) der Zentralschweiz geben. Sie unterstützt zudem Kantone und Gemeinden bei der Archivierung und Digitalisierung fotografischer Bestände.
Die Stiftung verwaltet folgende fotografischen Vor- und Nachlässe:
- Hans Ueli Alder (* 1945), Zürcher/Luzerner Fotograf, Vorlass
- Georg Anderhub (1949–2015), Luzerner Fotograf, Nachlass
- Mondo Annoni (1933–2005), Luzerner Fotograf, Nachlass
- Hans Eggermann (* 1937), Luzerner Fotograf, Vorlass
- Philipp Marfurt (* 1938), Luzerner Fotograf, Vorlass
- Wajo Walter Josef Meyer (1939–2014), Luzerner Arzt und Fotograf, Nachlass
- Wey Armin (* 1946), Luzerner Fotograf, Teil-Vorlass
- Max A. Wyss (1908–1977), Luzerner Fotograf, Nachlass

## Tätigkeit
Zum Stiftungszweck gehören:
- Erhebung verstorbener und lebender Fotografen in der Zentralschweiz.
- Erhebung fotografischer Bestände in privaten oder öffentlichen Archiven.
- Unterhalt des Online-Lexikons der Fotografie im Kanton Luzern www.fotodok.swiss
- Unterhalt eines Archives zur Erhaltung fotografischer Bestände.
- Durchführung von Ausstellungen:
  - «Max A. Wyss - In den Zeiten des Bildjournalismus», Museum im Bellpark, 30. Mai. bis 18. Juli 1999
  - Josef Ritler, Kunstpanorama Luzern, 10. bis 18. November 2007
  - «Jean-Pierre Grüter, Wohnen an der Autobahn», Verkehrshaus Luzern, Dezember 2009 bis März 2010
  - «Emmenbronx, anders als man denkt», 2014
  - Zentralschweizer Fotowerkschau Luzern, 2014
  - Zentralschweizer Fotowerkschau Luzern, 2016
  - Zentralschweizer Fotowerkschau Luzern, 2018
  - Zentralschweizer Fotowerkschau Luzern, 2021

## Publikationen
- Max A. Wyss - In den Zeiten des Bildjournalismus, 1999. Herausgegeben von der Stiftung Fotodokumentation Kanton Luzern, ISBN 3-9521766-0-5
- Bruno Meier Sursee - ULLA - Fotografien 1970–1997, 2000. Herausgegeben von der Stiftung Fotodokumentation Kanton Luzern, ISBN 3-9521766-1-3
- Inszenierungen, 2002. Herausgegeben von der Stiftung Fotodokumentation Kanton Luzern, ISBN 3-907631-29-3
- Josef Ritler – Titelbilder, 2007. Herausgegeben von der Stiftung Fotodokumentation Kanton Luzern, fadengehefteter Katalog, 64 Seiten, 29 sw-Abbildungen, 16,5 × 21 cm.
- Emmenbronx – Ein Ort, zwölf Menschen, zwölf Geschichten. Eine Publikation zur Ausstellung «Emmenbronx. Anders als man denkt». Herausgegeben von Kunstplattform akku und Stiftung Fotodokumentation Kanton Luzern, 2014